# میلنرخزنده
میلنرخزنده (نام علمی: ') نام یک سرده از راسته بریده‌مهرگان است.